# 波波利
波波利（義大利語：Popoli），是意大利佩斯卡拉省的一个市镇。总面积34.34平方公里，人口5537人，人口密度161.2人/平方公里（2009年）。ISTAT代码为068033。